# Teatro San Benedetto
Pour les articles homonymes, voir Teatro Rossini.
Le Teatro San Benedetto (puis, successivement, Teatro Venier, Teatro Gallo, Teatro Rossini et Cinema Rossini), est un opéra italien de premier plan à Venise pendant la seconde moitié du XVIIIe siècle et la première du XIXe, transformé en cinéma. De son ouverture en 1755 à la construction de la Fenice en 1792 c'est le théâtre de référence pour la représentation de l'opera seria. Cent-quarante opéras y sont créés, dont L'Italiana in Algeri de Gioachino Rossini, et il voit la réhabilitation de La traviata de Giuseppe Verdi qui avait « chuté » à la Fenice.

## Historique
Le Teatro San Benedetto, petit et élégant théâtre de Venise, est érigé à l'initiative de la famille Grimani qui a déjà fondé plusieurs dizaines d'années auparavant le Teatro San Giovanni Grisostomo. Leur projet est de remplacer le San Giovanni par un théâtre de plus petites dimensions pour la représentation des opere serie. Le San Benedetto est inauguré le 26 décembre 1755 avec Zoe, opéra de Gioacchino Cocchi. Construit sur une propriété foncière des familles Venier et Tiepolo, le San Benedetto est distribué sur un plan de forme quasi circulaire avec une scène de notables dimensions et 155 loges. C'est au San Benedetto que le rideau de scène est baissé entre chaque acte pour la première fois, donnant naissance à la tradition de l'entracte.
En 1766 la propriété de l'établissement passe des Grimaldi à un consortium de familles patriciennes qui détient les loges du théâtre et le fait reconstruire, à la suite de l'incendie qui le détruisit en 1773, sous la forme traditionnelle en fer-à-cheval du théâtre à l'italienne, sur un projet de l'architecte Pietro Checchia (it). En 1787, la propriété repasse à la famille Venier à la suite d'un procès et le théâtre change de nom pour devenir le Teatro Venier (ou Teatro Venier in San Benedetto). Le San Benedetto jouit d'un immense prestige jusqu'à la construction en 1793 de la Fenice qui devient à son tour le principal théâtre de Venise .
L'Italiana in Algeri et Eduardo e Cristina de Gioachino Rossini y sont créés au début du siècle. En 1854, La traviata de Giuseppe Verdi y est reprise triomphalement, un an après sa chute à la Fenice. Dans le premier quart du XIXe siècle le théâtre est cédé à l'impresario Giovanni Gallo qui le rebaptise du nom de sa famille. Ses héritiers renomment à leur tour le Teatro Gallo en Teatro Rossini en 1868, en l'honneur du compositeur.
Mais c'est déjà la fin des heures de gloire du théâtre en tant que maison d'opéra. En 1937, le bâtiment est transformé en salle de cinéma, le Cinema Rossini, et remodelé avec une nouvelle façade par l'architecte Carlo Scarpa. Le cinéma est fermé en 2007 et un projet de restauration est entrepris en 2010, financé par la ville de Venise.

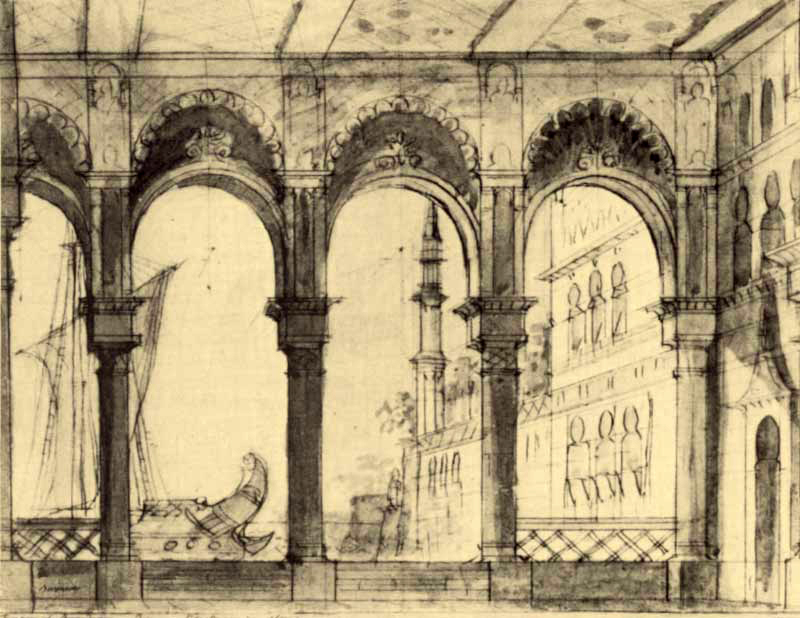
Scénographie de Francesco Bagnara pour la création de L'italiana in Algeri au Teatro San Benedetto en 1826, Museo Correr, Venise.

## Créations
- Zoe de Gioacchino Cocchi, 1755
- L'Angelica de Francesco Brusa (it), 1756
- La Semiramide riconosciuta de Francesco Brusa, 1756
- Catone in Utica de Vincenzo Legrenzio Ciampi, 1756
- Adriano in Siria de Francesco Brusa, 1757
- Sesostri de Baldassare Galuppi, 1757
- Nitteti de Johann Adolf Hasse, 1758
- Gianguir de Vincenzo Legrenzio Ciampi, 1759
- La clemenza de Tito di Giuseppe Scarlatti, 1760
- Olimpiade de Gregorio Sciroli, 1760
- Artaserse de Gian Francesco de Majo, 1762
- Antigono de Baldassare Galuppi, 1762
- Alessandro Severo de Antonio Sacchini, 1763
- Merope de Gaetano Latilla, 1763
- Adriano in Siria de Pietro Alessandro Guglielmi, 1765
- Artaserse de Giuseppe Ponzo, 1766
- L'Olimpiade de Francesco Brusa, Pietro Alessandro Guglielmi e Antonio Gaetano Pampani, 1767
- Il re pastore de Pietro Alessandro Guglielmi, 1767
- Ezio de Ferdinando Bertoni, 1767
- Antigono de Gian Francesco de Majo, 1767
- Arsace de Carlo Franchi (it), 1768
- Il Demetrio de Antonio Gaetano Pampani (it), 1768
- Alessandro in Armenia de Giovanni Battista Borghi, 1768
- Demofoonte de Josef Mysliveček, 1769
- Alessandro Severo de Antonio Sacchini, 1769
- Ezio de Gian Francesco de Majo, 1769
- Cajo Mario de Pasquale Anfossi, 1770
- Didone abbandonata de Gian Francesco de Majo, 1170
- Vologeso de Giuseppe Colla, 1770
- Siroe de Giovanni Battista Borghi, 1771
- Adriano in Siria de Antonio Sacchini, 1771
- Il matrimonio per astuzia  de Andrea Luchesi, 1771
- Andromaca de Ferdinando Bertoni, 1771
- Artaserse de Vincenzo Manfredini, 1772
- Ezio de Giuseppe Gazzaniga, 1772
- Motezuma de Baldassare Galuppi, 1772
- Merope de Giacomo Insanguine, 1772
- Antigono de Pasquale Anfossi, 1773
- Solimano de Johann Gottlieb Naumann, 1773
- Ricimero de Giovanni Battista Borghi, 1773
- La villanella inconstante de Johann Gottlieb Naumann, 1773
- La clemenza di Tito de Josef Mysliveček, 1774
- Ipermestra de Johann Gottlieb Naumann, 1774
- Olimpiade de Pasquale Anfossi, 1774
- Demofoonte de Giovanni Paisiello, 1775
- Artaserse de Giovanni Battista Borghi, 1775
- Aristo e Temira de Ferdinando Bertoni, 1776
- Orfeo ed Euridice de Ferdinando Bertoni, 1776
- Antigona de Michele Mortellari (it), 1776
- Creonte de Dmitri Bortnianski, 1776
- Telemaco ed Eurice nell'isola di Calipso de Ferdinando Bertoni, 1776
- Eumene de Giovanni Battista Borghi, 1777
- Caio Mario de Carlo Monza, 1777
- Alessandro nell'Indie de Luigi Marescalchi, 1778
- Vologeso re de' Parti de Giacomo Rust, 1778
- La Circe de Josef Mysliveček, 1779
- Adriano in Siria de Felice Alessandri, 1779
- Armida abbandonata de Ferdinando Bertoni, 1780
- Giulia Sabino de Giuseppe Sarti, 1781
- Cajo Mario de Ferdinando Bertoni, 1781
- Arbace de Giovanni Battista Borghi, 1782
- Artemisia de Giuseppe Callegari, 1782
- Zamira de Pasquale Anfossi, 1782
- Attalo, re di Bitinia de Giuseppe Sarti, 1782
- Piramo e Tisbe de Francesco Bianchi, 1783
- Eumene de Ferdinando Bertoni, 1783
- Osmane di Giuseppe Giordani, 1784
- Il disertore de Francesco Bianchi, 1784
- Ademira de Andrea Luchesi, 1784
- Ricimero de Niccolò Antonio Zingarelli, 1785
- Alessandro nell'Indie de Francesco Bianchi, 1785
- Alonso e Cora de Francesco Bianchi, 1786
- Circe de Giuseppe Gazzaniga, 1786
- Demofoonte de Alessio Prati (it), 1786
- L'orfano cinese de Francesco Bianchi, 1787
- Calto de Francesco Bianchi, 1788
- Agesilao, re di Sparta de Gaetano Andreozzi, 1788
- Arminio de Gaetano Andreozzi, 1788
- Arsace de Pietro Alessandro Guglielmi, 1788
- Rinaldo de Pietro Alessandro Guglielmi, 1789
- Zenobia di Palmira de Pasquale Anfossi, 1789
- Aspasia de Giuseppe Giordani, 1790
- Teodolinda de Francesco Gardi (it), 1790
- L'apoteosi d'Ercole de Angelo Tarchi, 1790
- Angelica e Medoro de Ferdinando Bertoni, 1791
- Catone in Utica de Peter von Winter, 1791
- Seleuco, re di Siria de Francesco Bianchi, 1791
- Il sacrifizio di Creta, ossia Arianna e Teseo de Peter von Winter, 1792
- Aci e Galatea de Francesco Bianchi, 1792
- Eugenia de Sebastiano Nasolini (it), 1792
- Dorval e Virginia de Angelo Tarchi, 1793
- Gl’innamorati de Sebastiano Nasolini e Vittorio Trento, 1793
- I fratelli rivali de Peter von Winter, 1793
- Amore la vince de Sebastiano Nasolini, 1793
- Belisa, ossia La fedeltà riconosciuta de Peter von Winter, 1794
- Oro non compra amore, ossia Il barone di Moscabianca de Luigi Caruso, 1794
- I raggiri fortunati de Sebastiano Nasolini, 1795
- La pupilla scaltra de Pietro Alessandro Guglielmi, 1795
- Merope de Sebastiano Nasolini, 1796
- Gl'Indiani de Sebastiano Nasolini, 1796
- Zaira de Sebastiano Nasolini, 1797
- Fernando nel Messico de Marcos António Portugal, 1798
- Adriano in Siria de Simon Mayr, 1798
- Le tre orfanelle, o sia La scuola di musica de Marcello Bernardini, 1798
- Melinda de Sebastiano Nasolini, 1798
- Che originali! (it) de Simon Mayr, 1798
- Amor ingegnoso de Simon Mayr, 1798
- L’ubbidienza per astuzia de Simon Mayr, 1798
- Non irritar le donne, ossia Il chiamantesi filosofo de Marcos António Portugal, 1798
- Le quattro mogli de Gaetano Marinelli (it), 1799
- Il contravveleno de Francesco Gardi (it), 1799
- Bajazette de Gaetano Marinelli, 1799
- Labino e Carlotta de Simon Mayr, 1799
- L'avaro de Simon Mayr, 1799
- La pazza giornata, ovvero Il matrimonio di Figaro de Marcos António Portugal, 1799
- La testa riscaldata de Ferdinando Paer, 1800
- La sonnambula de Ferdinando Paer, 1800
- L'unione mal pensata de Andrea Basili (it), 1801
- Diritto e rovescio, ovvero Una della solite trasformazioni nel mondo de Francesco Gardi, 1801
- Adelaide e Tebaldo de Raffaele Orgitano (it), 1801
- Il convitato di Pietra de Francesco Gardi, 1802
- I castelli in aria, ossia Gli amanti per accidente de Simon Mayr, 1802
- Guerra con tutti, ovvero Danari e ripieghi de Francesco Gardi, 1803
- Il fiore, ossia Il matrimonio per svenimento de Ferdinando Orlandi, 1803
- Pamela nubile de Pietro Generali, 1804
- Elisa, ossia Il monte San Bernardo de Simon Mayr, 1804
- Un buco nella di porta de Francesco Gardi, 1804
- La donna selvaggia de Carlo Coccia, 1813
- L'Italiana in Algeri de Gioachino Rossini, 1813
- Clotilde (opéra) (en) de Carlo Coccia, 1815
- Etelinda (it) de Carlo Coccia, 1816
- Malvina de Nicola Vaccai, 1816
- L’ingenua de Giovanni Pacini, 1816
- Il lupo di Ostenda, ossia L’innocenza salvata dalla colpa de Nicola Vaccai, 1818
- La sposa fedele de Giovanni Pacini, 1819
- Eduardo e Cristina de Gioachino Rossini, 1819
- Il Ferramondo de Antonio Buzzolla, 1836
- Emma di Resburgo de Giacomo Meyerbeer, 1819
- Monsieur de Chalumeaux de Federico Ricci, 1835
- Ida della Torre de Alessandro Nini, 1837
- Mastino I della Scala de Antonio Buzzolla, 1841
- Crispino e la comare de Federico Ricci et Luigi Ricci, 1850
- I due ritratti de Luigi Ricci, 1850.